# Cessna 550
«Сессна-550 Сайтейшен II» (англ. Cessna 550 Citation II) — турбовентиляторный двухмоторный лёгкий самолёт бизнес-класса, разработанный компанией Cessna Aircraft Company. Являлся основоположником семейства самолётов Citation II. Опытный экземпляр совершил первый полёт 31 января 1977 года.

## Разработка

### Cessna 550 Citation II
Cessna 550 Citation II была прямым развитием модели Cessna 500 Citation I. Успех самолёта Cessna 500/501 на рынке привёл компанию Cessna к предположению, что требовался бо́льший самолёт, который использовал бы те же самые дизайнерские принципы. Результатом стала модель Cessna 550, у которого была максимальная пассажировместимость 10 человек. В дополнение к бо́льшему количеству мест у самолёта были более сильные двигатели Pratt & Whitney Canada JT15D4, бо́льшая скорость и бо́льшая дальность полёта. Первый полёт состоялся 31 января 1977 г., и самолёт был сертифицирован в марте 1978 г. В общей сложности было построено 603 самолёта прежде, чем модель Citation II была заменена на конвейере моделью Citation Bravo.

### Cessna 551 Citation II/SP
Как Cessna 501 Citation I/SP, модель Cessna 551 Citation II/SP была средством конкуренции на рынке турбовентиляторных самолётов, которыми управляет один пилот. Самолёт был повторно сертифицирован для управления одном пилотом.

### Cessna T-47 (Model 552)
Cessna 552 T-47A — обозначение, которое дали модели Citation II, производимой для Военно-морских сил США. Пятнадцать самолётов было куплено ВМС США, чтобы обучать военно-морских лётчиков. В модели T-47A был сделан ряд изменений, в том числе установлены двигатели Pratt & Whitney Canada JT15D5, укороченные крылья, установлены разнообразные радарные пульты и радарная система AN/APQ-159 от F-14 Tomcat.
T-47A эксплуатировались учебным центром Training Air Wing 6, который базировался на Военно-морском Аэродроме Пенсакола, Флорида. Все кроме одного T-47A были уничтожены огнём во время пожара в ангаре. ВМС США заменили их модернизированными T-39 Sabreliner.
Другой версией модели 552 была Cessna 552 OT-47B „Tracker“ (tracker (англ.) — шпион), пять из которых были куплены Министерством обороны США, базировались на Maxwell Air Force Base и использовались в операциях разведки и противодействия ввозу наркотиков. В OT-47B была установлена  радарная система контроля за огнём APG-66(V), используемая на F-16 Fighting Falcon и система визуализации WF-360TL.

### Cessna S550 Citation S/II
В октябре 1983 г., Cessna объявила, что они будут улучшать самолёт, и модернизированная Cessna S550 Citation S/II совершила первый полёт 14 февраля 1984 года. На самолёт установили улучшенную версию двигателя Pratt & Whitney Canada JT15D4B, а остальная часть усовершенствований была связана с аэродинамикой. Крыло было заменено крылом с суперкритическим профилем, который был разработан для Citation III. Сразу же после сертификации, модель S550 заменила модель 550 на сборочной линии в конце 1984 года. Однако, из-за потребностей рынка, производство модели 550 было возобновлено в 1987 году. После 1988 года производство модели S550 было прекращено. Cessna 550 Citation II продолжала производиться до 1994 г., и была заменена Cessna 550 Citation Bravo в 1997 году.

### Cessna 550 Citation Bravo
К 1994 году, Citation II и S/II  производились уже в течение 10 лет, и пришло время модель обновить. Cessna объявила о разработке Cessna 550 Citation Bravo. В то время как новая модель была основана на корпусе Citation S/II, на неё устанавливались двигатели Pratt & Whitney Canada PW530A. Основные стойки шасси были заменены, более плавно катящимися при буксировке на сцепке, позаимствованными у других самолётов, выпускаемых под брендом Citation, а также стандартный комплекс авионики был обновлен на Honeywell Primus 1000 с компьютеризованными графическими дисплеями. Новый самолёт совершил первый полёт 25 апреля 1995 года, но сертификацию прошёл только в августе 1996 г. Производство Citation Bravo было прекращено в конце 2006 года, произведено было 336 экземпляров.

## Эксплуатанты

### Военные эксплуатанты
Венесуэла
- Военно-воздушные силы Венесуэлы

 Испания
- Военно-воздушные силы Испании

 Колумбия
 Мьянма
- ВВС Мьянмы

 Нигерия
- Военно-воздушные силы Нигерии

 Саудовская Аравия
 США
- Военно-морские силы США

 Турция
- Военно-воздушные силы Турции

 Швеция
- Военно-воздушные силы Швеции

 Эквадор
 ЮАР

### Гражданские эксплуатанты
Бразилия
- Riana Táxi Aéreo

 Великобритания
- Aerocharter Midlands

 Германия
- Private Wings

 Доминиканская Республика
- CaribAir

 Канада
- Canada Jet Charters

 Российская Федерация
- Министерство сельского хозяйства РФ

 Сербия
- Prince Aviation

 США
- Air Trek
- Marlin Air
- Федеральное управление гражданской авиации США

 Чешская Республика
- Time Air

## Потери самолётов
На 8 июля 2020 года в различных инцидентах было потеряно 54 самолёта Cessna 550. В катастрофах погиб 71 человек.
| Дата       | Бортовой номер                                                                             | Владелец                          | Место катастрофы    | Жертвы | Краткое описание |
| ---------- | ------------------------------------------------------------------------------------------ | --------------------------------- | ------------------- | ------ | --- |
| 06.02.1983 | N222WL                                                                                     | Weatherford Services Inc.         | Хьюстон             | 0/3    | Во время взлёта на полосу приземлился другой самолёт Cessna 550. Чтобы избежать столкновения, борт сошёл с полосы и загорелся. |
| 02.10.1989 | N53CC                                                                                      | GTE South                         | 4 км от Роксборо    | 2/2    | Разбился при заходе на посадку. |
| 21.05.1991 | 5N-AMR                                                                                     | Ashaka Cement Comp.               | Баучи               | 3/3    | Разбился при заходе на посадку в сложных метеоусловиях. |
| 18.12.1992 | N6887Y                                                                                     | Министерство энергетики США       | Биллингс            | 8/8    | Разбился после того, как попал в спутный след Boeing 757. |
| 26.05.1993 | G-JETB                                                                                     | Aerocharter Midlands              | Саутгемптон         | 0/2    | Выкатился за пределы ВПП и столкнулся с автомобилями. После удара одна из машин загорелась. В результате аварии пассажиры самолёта и автомобилей получили травмы. |
| 20.07.1993 | N12660 N12763 N12855 N12564 N12065 N12058 N12669 N12967 N12859 N12762 N12757 N12761 N12756 | Cessna Aircraft                   | Топика              | 0/0    | Во время ремонта крыши в ангаре начался пожар, который уничтожил 13 самолётов. |
| 25.01.1995 | D-CHVB                                                                                     | Viessmann Werke                   | Аллендорф           | 2/2    | Разбился при заходе на посадку. |
| 26.04.1995 | N7RC                                                                                       | Ring Can Corp.                    | Волкерс-Ки          | 0/5    | Сошёл с ВПП и загорелся. |
| 31.12.1995 | N91MJ                                                                                      | Moran Foods, Inc.                 | Лели Резорт         | 2/2    | При посадке столкнулся с антенной и разбился. |
| 19.02.1996 | D-CASH                                                                                     | Private Wings                     | Берлин              | 10/10  | Разбился, предположительно, из-за обледенения. |
| 15.08.1997 | PT-LML                                                                                     | Riana Táxi Aéreo                  | Порту-Алегри        | 2/2    | Разбился из-за случайного отключения подачи кислорода на борт. На эшелоне пилоты потеряли сознание. Самолёт вошёл в крутое пике и разрушился в воздухе. |
| 12.11.2002 | C-GYCJ                                                                                     | Canada Jet Charters               | Ванкувер            | 0/4    | Сошёл с ВПП при сильном ветре. |
| 18.11.2003 | N418MA                                                                                     | Haalo Ltd.                        | Минерал-Уэлс        | 0/4    | Совершил аварию при имитации посадки с отказавшим двигателем. |
| 24.01.2007 | N492AT                                                                                     | Air Trek                          | Батлер              | 0/4    | Медицинский рейс. Выкатился за пределы ВПП. |
| 04.06.2007 | N827DP                                                                                     | Marlin Air                        | Милуоки             | 6/6    | Медицинский рейс. Упал с эшелона из-за ошибок экипажа. |
| 03.08.2008 | N827DP                                                                                     | Drug Plastics & Glass Company Inc | Рединг              | 0/2    | Столкновение с транспортным средством на полосе. |
| 04.01.2009 | N815MA                                                                                     | Caribair                          | Уилмингтон          | 0/7    | Приземлился мимо полосы из-за потери мощности в двигателе. |
| 14.02.2010 | OK-ACH                                                                                     | Time Air                          | Райнхардтсдорф-Шёна | 2/2    | Врезался в гору. |
| 15.06.2010 | YU-BSG                                                                                     | Prince Aviation                   | Брач                | 0/5    | Выкатился за пределы ВПП при посадке. |
| 31.08.2010 | P2-TAA                                                                                     | Trans Air                         | Мисима              | 4/5    | Заходил на посадку в сильный дождь, началось скольжение по ВПП, врезался в деревья. |
| 01.10.2010 | N262Y                                                                                      | Colnan Inc.                       | Мантео              | 0/7    | При посадке выкатился за пределы ВПП. |
| 02.03.2011 | S5-BAX                                                                                     | GIO Business Aviation             | Форли               | 0/3    | Прерванный взлёт. Выкатился за пределы ВПП. |
| 28.03.2011 | B-7026                                                                                     | CFGAC                             | Урумчи              | 3/3    | Пропал без вести. |
| 17.11.2012 | N6763L                                                                                     | United States Customs Service     | Гринвуд             | 0/2    | При посадке столкнулся с вышедшим на ВПП оленем. |
| 21.12.2012 | N753CC                                                                                     | United States Customs Service     | Оклахома-Сити       | 0/2    | Разрушение передней стойки шасси при посадке. |
| 04.09.2022 | OE-FGR                                                                                     | Quick Air Karl                    | возле Вентспилса    | 4/4    | После вылета из Испании перестал выходить на связь, пролетел пункт назначения (Кёльн, Германия) и разбился в Балтийском море, возле Вентспилса. Вскоре после вылета пилоты сообщили о проблемах с давлением в салоне. Предположительно, причиной катастрофы стала разгерметизация. |

## Лётно-технические характеристики
Приведены характеристики модели Cessna S550 Citation S/II.

### Технические характеристики
- Экипаж: 2 человека
- Пассажировместимость: 8 человек
- Длина: 14,39 м
- Размах крыла: 15,90 м
- Высота: 4,57 м
- Площадь крыла: 31,83 м²
- Масса пустого: 3655 кг
- Максимальная взлётная масса: 6849 кг
- Двигатели: 2×ТРДД Pratt & Whitney Canada JT15D-4B
- Тяга: 2×11,12 кН

### Лётные характеристики
- Крейсерская скорость: 746 км/ч (на высоте 10 670 м)
- Скорость сваливания: 152 км/ч
- Практическая дальность: 3701 км (с полной заправкой 3260 литров)
- Практический потолок: 13 100 м
- Скороподъёмность: 15,4 м/с